# ベン・モンダー
ベン・モンダー（Ben Monder、1962年5月24日 - ）は、アメリカ合衆国のジャズ・ギタリスト、スタジオ・ミュージシャン。ニューヨークを活動拠点としている。

## 略歴
ニューヨークで生まれる。ニューヨーク市立大学クイーンズ校で音楽を専攻し、その後、マイアミ大学で学ぶ。1984年にニューヨークに再び戻り活動拠点を置き、スタジオ・ミュージシャンやセッション・ミュージシャンとして様々な仕事をしながら、自身もジャズ・ギタリストとして作品を作り現在に至る。

## ディスコグラフィ

### リーダー・アルバム
- Flux (1995年、Songlines)
- Dust (1997年、Arabesque)
- Excavation (2000年、Arabesque)
- Oceana (2005年、Sunnyside)
- Bloom (2010年、Sunnyside) with Bill McHenry
- Hydra (2013年、Sunnyside)
- Amorphae (2016年、ECM)
- 『デイ・アフター・デイ』 - Day After Day (2019年、Sunnyside)
- Live at the 55 Bar (2021年、Sunnyside)
- Live in Lisbon (2022年、Robalo)
- Planetarium (2024年、Sunnyside)

### 参加アルバム
セオ・ブレックマン
- No Boat (1997年、Songlines)
- At Night (2007年、Songlines)
- 『エレジー』 - Elegy (2017年、ECM)

ギジェルモ・クレイン
- Los Guachos II (1999年、Sunnyside)
- Los Guachos III (2002年、Sunnyside)
- Carrera (2012年、Sunnyside)
- Los Guachos V (2016年、Sunnyside)

ダニー・マッキャスリン
- Seen from Above (2000年、Arabesque)
- Soar (2006年、Sunnyside)
- In Pursuit (2007年、Sunnyside)
- Declaration (2009年、Sunnyside)
- 『ブロウ』 - Blow (2018年、Motema)

ビル・マッケンリー
- Rest Stop (1998年、Fresh Sound)
- Graphic (1999年、Fresh Sound)
- 『ビル・マッケンリー・カルテット・フィーチャリング・ポール・モチアン』 - Featuring Paul Motian (2003年、Fresh Sound)
- Roses (2007年、Sunnyside)
- Ghosts of the Sun (2011年、Sunnyside)

ポール・モチアン
- 『europe』 - Europe (2001年、Winter & Winter)
- 『ホリデイ・フォー・ストリングス』 - Holiday for Strings (2002年、Winter & Winter)
- 『ガーデン・オブ・エデン』 - Garden of Eden (2006年、ECM)

ノア・プレミンガー
- Dry Bridge Road (2008年、Nowt)
- Haymaker (2013年、Palmetto)
- Some Other Time (2016年、Newvelle)

マリア・シュナイダー
- 『エバネセンス』 - Evanescence (1994年、Enja)
- 『ジャイアント・ステップス』 - Coming About (1996年、Enja)
- Allegresse (2000年、ArtistShare)
- Live At The Jazz Standard — Days of Wine and Roses (2000年、ArtistShare)
- 『コンサート・イン・ザ・ガーデン』 - Concert in the Garden (2004年、ArtistShare)
- 『スカイ・ブルー』 - Sky Blue (2007年、ArtistShare)

パトリック・ジンマーリ
- Explosion (1997年、Songlines)
- Expansion (2000年、Songlines)
- The Book of Hours (2002年、Songlines)

その他
- パブロ・アブラネド : Alegria (2003年、Fresh Sound)
- リード・アンダーソン : The Vastness of Space (2000年、Fresh Sound)
- デヴィッド・ビニー : The Luxury of Guessing (1995年、AudioQuest)
- デヴィッド・ボウイ : 『ブラックスター』 - Blackstar (2015年、Columbia)
- クリス・チーク : A Girl Name Joe (1998年、Fresh Sound)
- ジェラルド・クリーヴァー : 『アジャスト』 - Adjust (2001年、Fresh Sound)
- デイヴズ・トゥルー・ストーリー :Sex Without Bodies (1998年、Chesky)
- エレーナ・エケモフ : Better Than Gold and Silver (2018年、L&H)
- ジョン・ゴードン : Currents (1998年、Double-Time)
- ドリュー・グレス : Heyday (1998年、Soul Note)
- ニコライ・ヘス : Global Motion + (2010年、Stunt)
- ジョン・ホーレンベック : No Images (2001年、Composers Recordings)
- イングリッド・ジェンセン : Infinitude (2016年、Whirlwind)
- マーク・ジョンソン : 『ライト・ブレイン・パトロール』 - Right Brain Patrol (1992年、JMT)
- フランク・キンブロウ : Noumena (2000年、Soul Note)
- スティーヴ・ラスピーナ : Distant Dream (1998年、Steeplechase)
- レベッカ・マーティン : 『PEOPLE BEHAVE LIKE BALLADS』 - People Behave Like Ballads (2004年、Maxjazz)
- ダン・マッカーシー : Epoch (2019年、Origin)
- フランシスコ・メラ : Tree of Life (2011年、Half Note)
- アンディ・ミルン : 『フォワード・イン・オール・ダイレクションズ』 - Forward in All Directions (2014年、Contrology)
- アンディ・ミルン : The Seasons of Being (2018年、Sunnyside)
- デヴィッド・ピエトロ : 『フォーガトゥン・ドリームス』 - Forgotten Dreams (1994年、A Records)
- ミカ・ポーヒョラ : Landmark (2002年、Abovoice)
- ミカ・ポーヒョラ : Northern Sunrise (2009年、BlueMusicGroup)
- ブルーノ・レイバーグ : Lifelines (2008年、Orbis Music)
- ティム・リース : Alternate Side (2001年、Criss Cross)
- ティム・リース : The Rolling Stones Project (2005年、Concord)
- ピート・ロビンス : Do The Hate Laugh Shimmy (2008年、Fresh Sound)
- ジョシュ・ローズマン : 『チェリー』 - Cherry (2000年、Enja)
- ジョシュ・ローズマン : 『トリーツ・フォー・ザ・ナイトウォーカー』 - Treats for the Nightwalker (2003年、Enja)
- ケンドラ・シャンク : A Spirit Free: Abbey Lincoln Songbook (2006年、Challenge)
- ケンドラ・シャンク : Mosaic (2009年、Challenge)
- ジェレミー・ウッデン : Torchsongs (2006年、Fresh Sound)
- アンドレ・ホワイト : Signal (2000年、Cornerstone)
- ミゲル・ゼノン : 『ルッキング・フォワード』 - Looking Forward (2001年、Fresh Sound)